# Trump Tower (Nova York)
La Trump Tower és un gratacel de 58 pisos, situat a New York, i que fa 202 metres d'alçària. La Trump Tower ha estat acabada el 1983, segons els plànols de Der Scutt. Està situada al 725 de la Cinquena Avinguda a Manhattan, a la cantonada del carrer 56. La torre pren el seu nom del magnat d'immobiliari americà Donald Trump, que comparteix l'edifici amb la companyia d'assegurances britànica Equitable Life.
La torre va ser construïda en betó armat per raons de resistència al vent, i constituïa en el moment de la seva inauguració el 1983 la torre més alta d'aquesta mena de la ciutat. La seva alçada supera la normalment autoritzada gràcies a la recompra de les alçades no utilitzades pels seus veïns.
Una cascada artificial de 24 metres d'alçada guarneix l'atri interior d'una alçada de 5 pisos.
A l'exterior, hi ha arbres plantats en terrasses esglaonades.